# Estado Livre de Fiume
O Estado Livre de Fiume foi uma cidade-estado que existiu entre 1920 e 1924, na atual cidade de Rijeka, na Croácia.

## Antecedentes
A cidade de Fiume, em croata Rijeka (ambos os nomes, em português, significam "Rio"), recebeu autonomia pela primeira vez em 1719, quando com o decreto do imperador Carlos VI foi declarada porto franco. Em  1779, nos tempos de Maria Teresa da Áustria foi fundado o Corpus Separatum. Desde então, e até 1924, Fiume existiu como entidade autônoma com elementos de um Estado.
Por um período de tempo a cidade perde a autonomia em 1848, após sua ocupação por Josip Jelačić, mas a readquiriu em 1868, quando começou a fazer parte da coroa húngara como Corpus Separatum.
Na cidade viviam italianos, croatas, eslovenos, húngaros, alemães e outros grupos étnicos. O estatuto particular da cidade gerou um sentimento nacionalista entre seus habitantes. As línguas oficiais eram o húngaro e o alemão, enquanto que para a correspondência oficial era usado o italiano. Entretanto língua do povo era o fiumano, um dialeto particular do vêneto com alguns empréstimos e influência do croata.

## Estado livre
Com a derrota do Império Austro-Húngaro na Primeira Guerra Mundial, o estatuto da cidade de Fiume tornou-se um problema internacional: a assim chamada "questão de Fiume". Durante a controvérsia entre o Reino da Iugoslávia e o Reino de Itália, as forças internacionais propuseram a fundação de um Estado independente. O presidente americano Woodrow Wilson tornou-se árbitro da disputa ítalo-iugoslava pela cidade e apoiou a instituição de um Estado independente, potencial sede da Liga das Nações.
Na cidade seguiu-se um período de instabilidade e o poder passou do "Comitê nacional iugoslavo" ao "Conselho nacional italiano" e depois à ocupação franco-britânica.
O poeta italiano Gabriele d'Annunzio aproveitou a situação confusa e, em 1919, ocupou Fiume com o seu movimento irredentista, e proclamou a Regência Italiana de Carnaro.
A coloração política dos  "legionários fiumanos" variava do intervencionismo pré-bélico de esquerda (por exemplo Mario Giordano, que depois tornou-se comunista, era um tenente, amigo de Gramsci, que organizou um encontro, não realizado, entre D'Annunzio e Gramsci) à ala reacionária, que teve sempre mais peso durante o período de ocupação de Fiume.
Em 12 de novembro de 1920 o Reino de Itália e o Reino de Iugoslávia firmaram o Tratado de Rapallo, com o qual as duas partes reconheciam a total independência do Estado de Fiume e prometiam respeitá-la.
Com tal ato foi fundado o Estado Livre de Fiume, o qual existiu de facto um ano, e de iure quatro anos. O novo Estado foi imediatamente reconhecido por todos os principais países, inclusive os Estados Unidos da América, a França e o Reino Unido.
D'Annunzio não aceitou tal tratado e foi expulso da cidade pelas forças militares regulares italianas (Natal de Sangue)  entre 24 e 30 de dezembro de 1920.
No ano de 1921, realizaram-se as primeiras eleições parlamentares, das quais participaram os autonomistas e o "Bloco Nacional" pró-italiano. O "Movimento Autonomista" recebeu 6558 voto e o Bloco Nacional (partido fascista, liberal e democrático) 3443 votos. O chefe do Movimento Autonomista, Riccardo Zanella, tornou-se Presidente. 
Com um golpe de mão, em 1922, o governo italiano anexou, de fato, Fiume; o governo legal escapa a Porto Re ([Kraljevica).
Com o Tratado de Roma, o Reino da Iugoslávia aceitou a anexação de Fiume à Itália (na realidade o território foi dividido entre os dois países: o pequeno entre-terra com alguma periferia, a parte nova do porto, isto é, Porto Barros, e as águas de Fiume Eneo, ou seja o delta, foram anexadas ao Reino de Itália), enquanto o governo do Estado Livre de Fiume considerou tal ato juridicamente inaceitável e continuou a operar no exílio.
Com a capitulação da Itália na Segunda Guerra Mundial, a questão de Fiume torna-se atual novamente e um grupo de cidadãos em 1944 proclamou o Memorandum liburnico, com o qual foi proposto um Estado confederado com três cantões: Fiume, Susak e Bisterza.  As ilhas de Krk (em italiano Veglia), Cres (em italiano Cherso) e Lošinj (em italiano Lussino) fariam parte de um condomínio a parte. O presidente do governo no exílio, Ricardo Zanella, pediu a restauração do Estado Livre de Fiume.

## Depois da Segunda Guerra Mundial
A  liga comunista iugoslava se opôs à autonomia da cidade, que em 3 de maio de 1945 viu as tropas alemãs de ocupação serem substituídas pelas tropas do Exército Popular de Liberação da Iugoslávia. Os primeiros dias do novo governo vieram acompanhados do fuzilamento em massa dos ativistas do Movimento Autonomista, embora desde 1943 esses apoiassem financeiramente o movimento antifascista. Em 1947, com o Tratado de Paris, Fiume e Ístria foram anexados à República Socialista Federativa da Iugoslávia.
Entre os cidadãos de etnia italiana, um grande número emigrou por motivos étnicos ou razões ideológicas e fundou a "Comuna Livre de Fiume no Exílio", à qual aderiram numerosos fiumanos, com um prefeito próprio e um conselho comunal.
O símbolo da cidade, a águia bicéfala, cujo uso foi vedado, seja pelo regime fascista, seja pelo comunista, retornou ao uso apenas em 1998, mas agora sem o lema Indeficienter. Porém, um grupo de cidadãos pressiona pela sua re-introdução.
Próximo ao fim do ano 2004, um grupo de fiumanos fundou a "organização virtual Estado Livre de Fiume" com a ideia de reunir os fiumanos/riječanos de Fiume e ao redor do mundo sobre as tradições da particular identidade fiumana.